# Jonathan Vilma
Jonathan Polynice Vilma (født 16. april 1982 i Coral Gables, Florida, USA) er en amerikansk footballspiller (linebacker), der pt. er free agent. Han har tidligere spillet i NFL for New Orleans Saints og New York Jets. 
Vilma blev i 2004 kåret til den bedste defensive rookie (førsteårsspiller) i ligaen. I 2005, 2009 og 2010 blev han desuden udtaget til Pro Bowl, NFL's All Star-kamp.

## Klubber
- New York Jets (2004–2007)
- New Orleans Saints (2008–2013)